# Memorial Stadium (Lincoln)
Memorial Stadium é um estádio localizado em Lincoln, Nebraska, Estados Unidos, possui capacidade total para 85.458 pessoas, é a casa do time de futebol americano universitário Nebraska Cornhuskers football da Universidade de Nebraska-Lincoln. O estádio foi inaugurado em 1923.